# Energieinformatik
Die Energieinformatik ist ein Fachgebiet der Informatik, das Methoden aus der Informatik und angrenzenden Gebieten wie Elektrotechnik, Kybernetik, Automatisierung und den Wirtschaftswissenschaften erforscht, entwickelt und nutzt, um Fragen komplexer Energiesysteme zu lösen.
Solche Fragestellungen umfassen die Gestaltung, den Betrieb und die Optimierung verteilter, heterogener und vernetzter Energiesysteme und zielen auf eine sichere, verlässliche, nachhaltige und effiziente Energieversorgung im Smart Grid.
Verschiedene Hochschulen bieten Bachelor- und Master-Studiengänge mit dem Fokus Energieinformatik an.